# Buenos Aires Forum
O Buenos Aires Forum foi uma construção proposta, prevista para ser iniciada em 2010 e finalizada em 2016 para celebrar os 200 anos de independência da Argentina. Ele seria construído em 330 hectares de plataforma artificial (6 plataformas de 55 hectares cada) no Rio da Prata, 5 quilômetros distante da costa de Buenos Aires.
Tal construção seria uma das mais altas do mundo, com 1.000 metros (1 km).
O design foi planejado por Grupo Torcello.

## Estatísticas (planejadas)
- Altura: 1000 metros
- População residente: 120.000
- Forma: Pirâmide retorcida
- Localização: Buenos Aires, Argentina
- Duração da construção: Aproximadamente 10 anos